# Гальбьяте
Гальбьяте (итал. Galbiate) — коммуна в Италии, располагается в регионе Ломбардия, на берегу озера Анноне, подчиняется административному центру Лекко.
Население составляет 8511 человек (на 2004 г.), плотность населения составляет 535 чел./км². Занимает площадь 16,14 км². Почтовый индекс — 23851. Телефонный код — 0341.
Покровителем коммуны почитается святой апостол и евангелист Иоанн Богослов, празднование 27 декабря.
В Гальбьяте проживает Адриано Челентано.